# Stafford Smythe Memorial Trophy
Stafford Smythe Memorial Trophy (fr. Trophée Stafford Smythe) – nagroda przyznawana każdego sezonu dla MVP turnieju o Memorial Cup. Nagroda wzięła swoją nazwę od Stafforda Smytha.

## Lista zdobywców
- 1975 Barry Smith, New Westminster Bruins
- 1976 Dale McCourt, Hamilton Fincups
- 1977 Barry Beck, New Westminster Bruins
- 1978 Stan Smyl, New Westminster Bruins
- 1979 Bart Hunter, Brandon Wheat Kings
- 1980 Dave Ezard, Cornwall Royals
- 1981 Dale Hawerchuk, Cornwall Royals
- 1982 Sean McKenna, Sherbrooke Castors
- 1983 Alfie Turcott, Portland Winter Hawks
- 1984 Adam Creighton, Ottawa 67’s
- 1985 Dan Hodgson, Prince Albert Raiders
- 1986 Steve Chiasson, Guelph Platers
- 1987 Wayne McBean, Medicine Hat Tigers
- 1988 Rob Dimaio, Medicine Hat Tigers
- 1989 Dan Lambert, Swift Current Broncos
- 1990 Iain Fraser, Oshawa Generals
- 1991 Pat Falloon, Spokane Chiefs
- 1992 Scott Niedermayer, Kamloops Blazers
- 1993 Ralph Intranuovo, Sault Ste. Marie Greyhounds
- 1994 Darcy Tucker, Kamloops Blazers
- 1995 Shane Doan, Kamloops Blazers
- 1996 Cameron Mann, Peterborough Petes
- 1997 Christian Dube, Hull Olympiques
- 1998 Chris Madden, Guelph Storm
- 1999 Nick Boynton, Ottawa 67’s
- 2000 Brad Richards, Rimouski Océanic
- 2001 Kyle Wanvig, Red Deer Rebels
- 2002 Danny Groulx, Victoriaville Tigres
- 2003 Derek Roy, Kitchener Rangers
- 2004 Kelly Guard, Kelowna Rockets
- 2005 Corey Perry, London Knights
- 2006 Aleksandr Radułow, Quebec Remparts
- 2007: Milan Lucic, Vancouver Giants
- 2008: Dustin Tokarski, Spokane Chiefs
- 2009: Taylor Hall, Windsor Spitfires
- 2010: Taylor Hall, Windsor Spitfires
- 2011: Jonathan Huberdeau, Saint John Sea Dogs
- 2012: Michael Chaput, Shawinigan Cataractes
- 2013: Nathan MacKinnon, Halifax Mooseheads
- 2014: Edgars Kulda, Edmonton Oil Kings
- 2015: Leon Draisaitl, Kelowna Rockets
- 2016: Mitchell Marner, London Knights
- 2017: Dylan Strome, Erie Otters